# Andreas Dress
Andreas Dress (Berlim, 26 de agosto de 1938) é um matemático alemão, que trabalha com geometria, combinatória e aplicações da matemática na biologia.
Obteve um doutorado na Universidade de Kiel, orientado por Friedrich Bachmann, com a tese Konstruktion metrischer Ebenen.
Foi palestrante convidado do Congresso Internacional de Matemáticos em Berlim (1998: The tree of life and other affine buildings, com Werner Terhalle).

## Obras
- Presentations of discrete groups, acting on simply connected manifolds. Advances in Mathematics, Bd. 63, 1987, S. 196–212 (Dress-Delgado Symbole)
- com Huson: On tilings of the plane. Geometriae Dedicata, Bd. 24, 1987, S. 269–296
- Induction and structure theorems for orthogonal representations of finite groups. Ann. of Math. (2) 102 (1975), no. 2, 291–325.
- Newman's theorems on transformation groups. Topology 8 1969 203–207.
- Zur Spectralsequenz von Faserungen. Invent. Math. 3 1967 172–178.